# Matyáš Zrno
Matyáš Zrno (* 6. ledna 1979 Praha) je český novinář, publicista, pracovník konzervativního think-tanku Občanský institut a vedoucí zahraniční redakce CNN Prima News. Jeho otcem je režisér Petr Zrno. V roce 2024 se oženil.

## Novinářská činnost
Novinářské činnosti se věnuje od svých osmnácti let a vystudoval obor německá a rakouská studia na Fakultě sociálních věd UK. Působil v zahraniční rubrice týdeníku Respekt, redaktor zahraničního zpravodajství České televize a své komentáře publikoval i v dalších médiích jako týdeník Euro, Hospodářské noviny či Mladá fronta DNES. Od ledna do srpna roku 2013 působil i jako šéfredaktor sobotní přílohy Orientace v deníku Lidové noviny.
Od června roku 2015 byl editorem serveru Pravý břeh. Od listopadového čísla 2016 byl šéfredaktorem časopisu Psychologie dnes v nakladatelství Portál. V roce 2019 se stal šéfredaktorem nově vzniklých Konzervativních novin.
Následně začal pracovat jako vedoucí zahraniční redakce CNN Prima News. Po zahájení ruské invaze na Ukrajinu působil opakovaně na Ukrajině jako válečný zpravodaj, během svého působení opakovaně zorganizoval sbírky a předání materiální pomoci ukrajinským vojákům.
Od ledna roku 2025 má působit v pozici šéfredaktora zpravodajského webu Aktuálně.cz.

## Politické působení

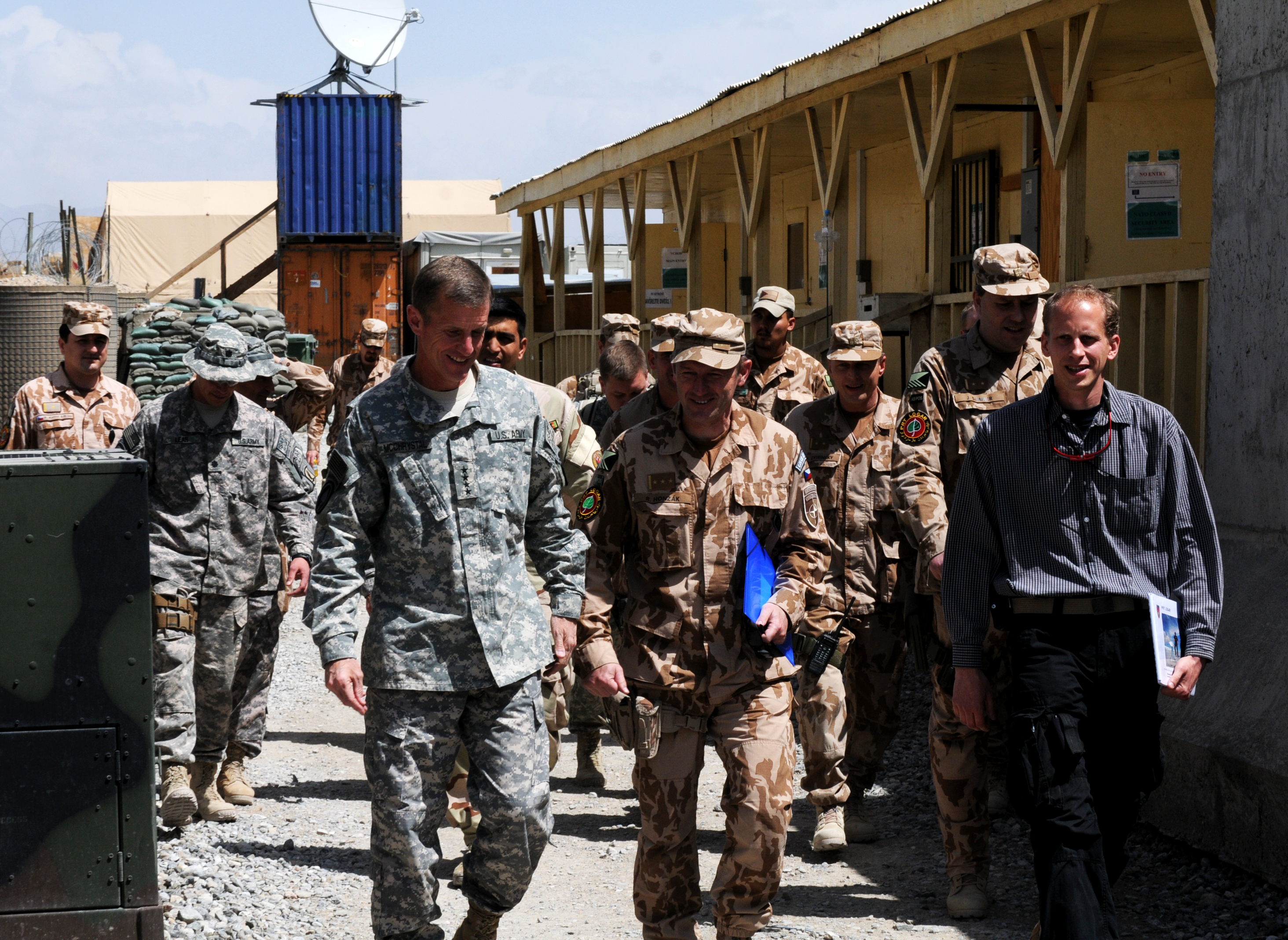
Velitel ISAF generál Stanley A. McChrystal na návštěvě PRT Lógar, Matyáš Zrno zcela vpravo

Během českého předsednictví EU v roce 2009 pracoval pro náměstka ministra práce pro otázky evropské integrace. V roce 2010 byl vedoucím týmu českých civilních expertů v Provinčním rekonstrukčním týmu v afghánské provincii Lógar. Působil také u Mladých křesťanských demokratů, mládežnické organizaci KDU-ČSL, kde zastával post předsedy pražské organizace. V letech 2006–2010 se však k tehdejší KDU-ČSL vyjadřoval silně kriticky kvůli jejímu odklonu od vlastních hodnot a rozhádanosti.